# Đá Ga Ven
Đá Ga Ven (tiếng Anh: gọi chung đá Gaven và đá Lạc là Gaven Reefs; tiếng Trung: 南薰礁, bính âm: Nánxūn Jiāo, Hán-Việt: Nam Huân tiêu) là một rạn san hô ("đá") thuộc cụm Nam Yết của quần đảo Trường Sa, nằm vế phía tây bắc đá Lạc khoảng 2,5 hải lý và nằm về phía tây của đảo Nam Yết với khoảng cách là 8,5 hải lý.
Đá Ga Ven (10°12′26″B 114°13′23″Đ / 10,20722°B 114,22306°Đ) là đối tượng tranh chấp giữa Việt Nam, Philippines, Đài Loan và Trung Quốc. Trung Quốc kiểm soát đá Ga Ven từ năm 1988. Sau đó, Trung Quốc đã bồi đắp thành đảo nhân tạo từ năm 2014 đến nay.

## Đặc điểm
Đá Ga Ven và đá Lạc là hai rạn san hô "nửa nổi nửa chìm" (cạn nước khi thủy triều thấp). Trên đá Ga Ven có một dải cát cao 2 m. Diện tích của đá Ga Ven là khoảng 86 ha.

## Lịch sử
Ngày 26 tháng 2 năm 1988, Trung Quốc đưa quân lên chiếm đóng đá Ga Ven.
Khoảng những năm 1988-1995, Trung Quốc mới chỉ xây được một cấu trúc công trình nhỏ dạng nhà nổi trên mực nước thủy triều, ở phía đông bắc bãi đá ngầm
Việc xây dựng đảo nhân tạo tại bãi đá ngầm Ga Ven chỉ được bắt đầu đầu năm 2014, nhưng tới ngày 7 tháng 8 năm 2014, không ảnh chụp được đã cho thấy một hòn đảo nhân tạo quy mô lớn đã hình thành kéo dài phần đuôi về hướng đông nam. Đến ngày 30 tháng 1 năm 2015, một con đê chắn sóng làm thành đường đắp cao nối phần đảo lớn ở trung tâm bãi ngầm với cấu trúc công trình cũ thời kỳ 1988 và một bãi đáp trực thăng mới xây bên cạnh cấu trúc cũ này. Các công trình xây dựng mới trên đảo nhân tạo ở Ga Ven có cùng một mẫu thiết kế điển hình như các công trình ở đá Tư Nghĩa (Hughes Reef): bao gồm một tòa nhà chính hình vuông bên cạch các cấu trúc có dạng giống như tháp chống máy bay hay mái che radar.
Năm 2018, sau khi Trung Quốc hoàn thành quá trình bồi đắp đảo hoàn toàn nhân tạo trên đá Ga Ven, thì diện tích đảo nhân tạo này lên tới khoảng 0,14 km².

## Hình ảnh
| đảo Ba Bình bãi Bàn Than đảo Sơn Ca đá Núi Thị đá Én Đất đảo Nam Yết đá Lạc đá Ga Ven Vị trí tương quan đá Ga Ven và đá Lạc (nguồn: NASA). Tài liệu hàng hải quốc tế gọi khu vực rạn san hô vòng dạng hở này là Tizard Bank. |